# Srednja Bistrica
Srednja Bistrica (madžarsko Középbeszterce, prekmursko Srejdnja Bistrica) je naselje v Občini Črenšovci.
Naselje je Mura do regulacije pogosto preplavljala; severni del ozemlja je nekoliko dvignjen in zunaj poplavnega območja ter v celoti obdelan. Kmetijstvo in živinoreja sta prevladujoči gospodarski panogi. Akacijevi gozdovi ob Muri dajejo možnosti za čebelarstvo. V kraju prebiva tudi NK Bistrica, v njem pa stoji tudi šola in vrtec.